# Brigada 13 Infanterie (1916-1918)
Brigada 13 Infanterie a fost o mare unitate de nivel tactic, care s-a constituit la 14/27 august 1916, prin mobilizarea unităților și subunităților existente la pace aparținând de Brigada 13 Infanterie din armata permanentă. Din compunerea brigăzii făceau parte Regimentul 15 Infanterie și Regimentul 27 Infanterie. Brigada a făcut parte din organica Divizia 7 Infanterie, fiind dislocată la pace în garnizoana Bacău.:p. 93
La intrarea în război, Brigada 13 Infanterie a fost comandată de colonelul Petre Velicu. Brigada 13 Infanterie a participat la acțiunile militare pe frontul românesc, pe toată perioada războiului, între 14/27 august 1916 - 28 ocotmbrie/11 noiembrie 1918.